# Picrophilus
Picrophilus — рід архей, найбільш ацидофільний із відомих організм. Цей рід споріднений з родами Термоплазма і Ферроплазма, також екстремальними ацидофілами, але Picriphilus перевершує їх цією здатністю: оптимально росте при pH 0,7 і здатний рости навіть при pH −0,06! Picriphilus також має клітинну стінку та значно нижчий вміст GC, що відрізняє його від термоплазми та ферроплазми. Також він має значно відмінний геном, хоча й філогенетично споріднений. Зараз ізольовано два види Picriphilus, обидва ростуть гетеротрофно на складних середовищах.
Фізіологія Picriphilus дуже цікава з точки зору стійкості до дуже кислого середовища. Дослідження цитоплазматичної мембрани пропонують нетипове розташування ліпідів, що формують гідрофобну (непроникну для кислоти) мембрану при оптимальному pH. Проте, у помірно кислих середовищах з pH 4, клітинні мембрани швидко перетворюються на вразливі до дії кислот та зникають внаслідок значних пошкоджень.